# Dom Feliciano
Dom Feliciano es un municipio brasileño del estado de Río Grande del Sur.
Se encuentra ubicado a una latitud de 30º42'15" Sur y una longitud de 52º06'27" Oeste, estando a una altitud de 154 metros sobre el nivel del mar. Su población estimada para el año 2004 era de 14.233 habitantes.
Ocupa una superficie de 12.634 km².
- Datos: Q1750443
- Multimedia: Dom Feliciano / Q1750443